# Virtua Tennis 2009
Virtua Tennis 2009 to tenisowa gra komputerowa wydana przez firmę Sega dnia 19 maja 2009 r. Jest ona kolejną częścią słynnej kolekcji Virtua Tennis. Jej poprzedniczką była Virtua Tennis 3.

## Profesjonalni gracze
W Virtua Tennis 2009 jest jedenastu profesjolnalnych zawodników ATP, dziewięć zawodniczek WTA i trzy legendy.